# Riccardia plumosa
Riccardia plumosa là một loài rêu trong họ Aneuraceae. Loài này được Mitt. E.O. Campb. mô tả khoa học đầu tiên năm 1971.